# Mjörn
Der Mjörn ist ein See in Västergötland, Schweden. Erstmals namentlich erwähnt wurde der See im Jahr 1350 unter dem Namen Mior.

## Lage
Seine 55 km² große Fläche liegt in den Gemeinden Lerum und Alingsås. Der Mjörn ist der zweitgrößte See Västergötlands, wenn man die beiden großen Seen Vänern und Vättern nicht mitzählt. Durch den ungeregelten Wasserstand variiert dieser manchmal um bis zu 2 m. Etwa 60 Inseln und Schären des Mjörns tragen eigene Namen.
Gespeist wird der See durch die nördlich gelegenen Seen Ålandasjön und Anten sowie den Fluss Säveån, der den See durchläuft und auch den Abfluss bei Norsesund bildet.

## Fauna
Der See bietet einer großen Zahl von Fisch- und Vogelarten eine Heimat. Neben besonderen Fischarten wie Sibirische Groppe, Neunaugen und der Mjörnforelle finden sich auch Flussbarsch, Hecht, Zander, Aal, Brasse, Rotauge und weitere Arten im See. 
Durch die relative Nähe zum Meer finden sich auch maritime Vogelarten am Mjörn, darunter Mantelmöwe, Austernfischer und Eiderente. Einige der Inseln des Sees sind Vogelschutzgebiete.

## Allgemeines
Der See ist ein beliebtes Freizeitziel, mit Ausflugsbooten kann man die größten Inseln des Sees besuchen.
1996 fand die schwedische Meisterschaft im Angeln am Mjörn statt. Anfang September findet jährlich das Radrennen Mjörn Runt, mit Start und Ziel in Alingsås und mehr als 500 Teilnehmern, statt. Im Winter kann man, wenn der See zugefroren ist, Eissegeln und Eisangeln.